# Medicare
Ne doit pas être confondu avec Medicaid.
 (septembre 2009).
Si vous disposez d'ouvrages ou d'articles de référence ou si vous connaissez des sites web de qualité traitant du thème abordé ici, merci de compléter l'article en donnant les références utiles à sa vérifiabilité et en les liant à la section « Notes et références ».

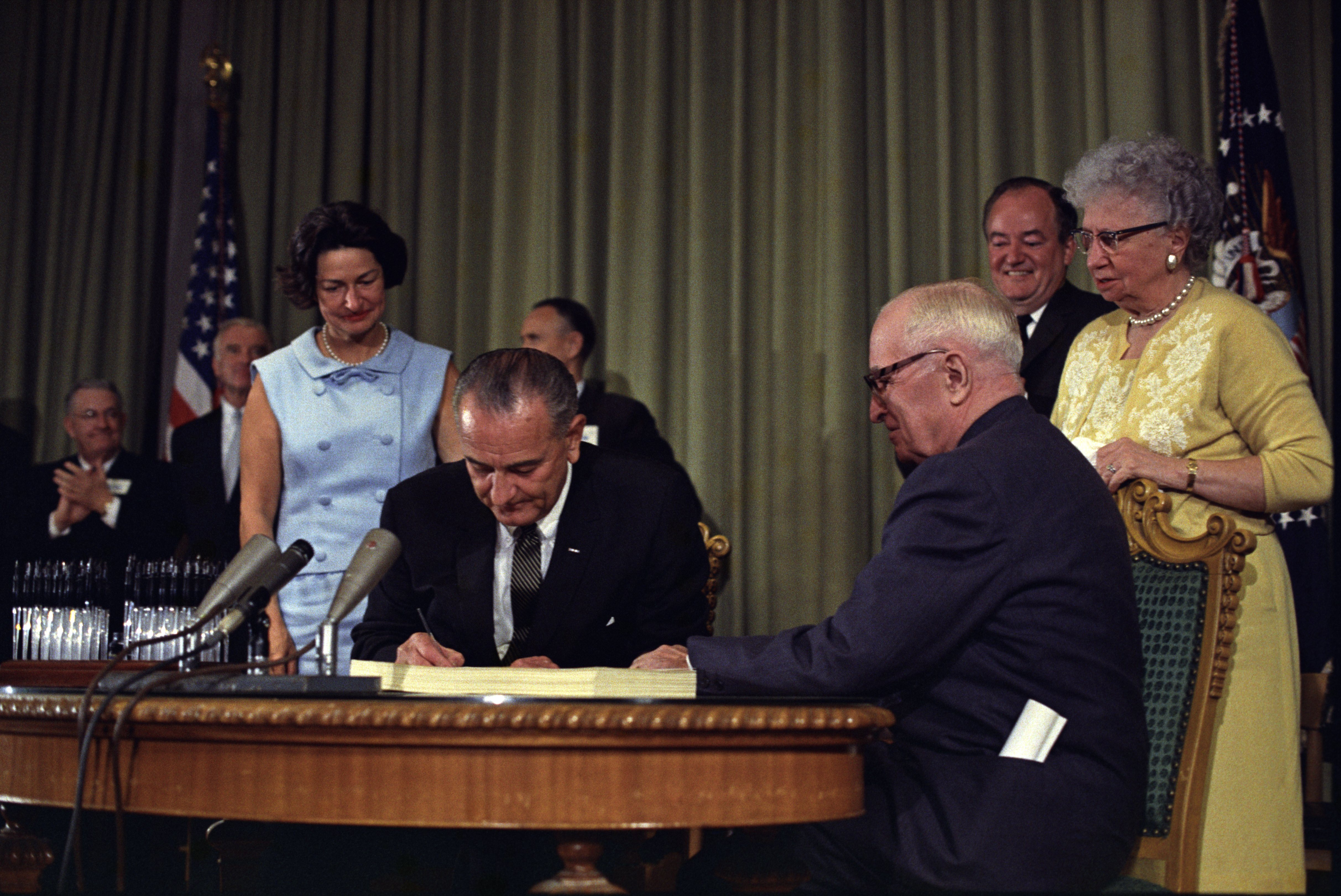
Le président Johnson officialise la mise en vigueur de Medicare en présence de Harry Truman le 30 juillet 1965.

Medicare est le système d'assurance-santé géré par le gouvernement fédéral des États-Unis au bénéfice des personnes de plus de 65 ans ou répondant à certains critères. Le nom provient d'une contraction des mots anglais medical (« médical ») et care (« prise en charge », « soin »). 
La première loi qui met en place le système Medicare est votée le 30 juillet 1965 lors de la présidence de Lyndon B. Johnson, sous la forme d'un amendement à la loi sur la Sécurité sociale, dans le cadre de son projet de « guerre contre la pauvreté ». Lors du vote de la loi, le président Johnson fait de l'ancien président Harry S. Truman le premier bénéficiaire du programme, lui délivrant la première carte Medicare.

## Histoire
« Medicare » est le nom initialement donné à un programme fournissant des soins médicaux aux familles des personnes servant dans l'armée dans le cadre de la Loi sur les soins médicaux des personnes à charge adoptée en 1956. Le président Eisenhower a tenu la première conférence de la Maison-Blanche sur le vieillissement en janvier 1961, dans laquelle la création d'un programme de soins de santé pour les bénéficiaires de la Sécurité sociale a été proposée. 
En juillet 1965, sous la direction du président Lyndon B. Johnson, le Congrès promulgue Medicare en vertu du titre XVIII de la Loi sur la Sécurité sociale pour fournir une assurance maladie aux personnes âgées de 65 ans et plus, indépendamment du revenu ou des antécédents médicaux. Le président Lyndon Johnson signe la loi en vigueur le 30 juillet 1965 à la bibliothèque présidentielle Harry S. Truman à Independence, dans le Missouri. L'ancien président Harry S. Truman et son épouse Bess Truman deviennent les premiers bénéficiaires du programme.

## Financement et coût
Medicare est en partie financé par des impôts prévus par la loi de contribution au système fédéral d'aide à l'emploi et à la santé de 1954. Pour les salariés, l'impôt représente 2,9 % du salaire (la moitié est payée par le salarié, l'autre par l'employeur). Jusqu'au 31 décembre 1993, la loi prévoyait un montant maximum au-delà duquel le salaire ne pouvait être imposé. Mais à partir du 1er janvier 1994, cette limite fut supprimée. Pour le travailleur indépendant, l'impôt représente 2,9 % sur le revenu net, payé dans sa totalité par lui.
Pour l'année fiscale 2002, le programme Medicare a coûté 256,8 milliards de dollars : 230,9 milliards ont été financés par le gouvernement, le reste par les primes payées par les assurés.
En 2003, Medicare représentait 13 % du budget fédéral des États-Unis. Selon les calculs du Centers for Medicare and Medicaid Services (CMS), 33 % de chaque dollar dépensé dans les soins de santé aux États-Unis est pris en charge par Medicare et Medicaid. Dans l'autre sens, Medicare et Medicaid couvrent 61 % des dépenses en soins infirmiers, 47 % des dépenses hospitalières et 27 % des dépenses médicales.
Medicare a en effet un coût important pour des résultats faibles[réf. nécessaire] car le coût du système est dû aux prix élevés du secteur privé que Medicare doit couvrir.

## Fonctionnement
En général, les individus peuvent recevoir les aides de Medicare s'ils ont (eux ou leurs conjoints) cotisé au moins dix ans, sont âgés de plus de 65 ans et habitent de manière permanente aux États-Unis.
Les individus qui ont moins de 65 ans peuvent aussi être éligibles à condition d'être handicapés ou d'être au stade final d'une maladie rénale. Ces personnes doivent, pour être éligibles, recevoir des aides soit de la sécurité sociale, soit du Fonds de financement des retraites des cheminots.
En 2005, Medicare prévoyait des couvertures maladies pour 42,5 millions d'américains. Avec l'arrivée des baby-boomers à la retraite, des spécialistes estiment que 77 millions d'américains seront couverts par Medicare.
Le programme Medicare est divisé en deux fonds : un fonds d'assurance hospitalière et un fonds d'assurance médicale. Deux autres fonds exceptionnels prévoient : une couverture qui se combine avec les assurances privées ; et une couverture pour les désintoxications.
Toutefois, aucun de ces fonds ne finance entièrement le coût des soins. Le programme prévoit le paiement d'une assurance, de frais déductibles ; mais l'individu devra en payer une grande partie de sa poche (out-of-pockets costs). D'autres programmes gouvernementaux, tels que Medicaid, aident au paiement de certains frais en association avec Medicare. Des programmes tels que Medigap permettent de combler la différence : toutefois, bien que ces assurances soient légalement fixées par le CMS, elles sont vendues et administrées par des entreprises privées.